# Copa uzbeka de futbol
La Copa uzbeka de futbol és la màxima competició futbolística per eliminatòries de l'Uzbekistan. És organitzada per l'Associació de l'Uzbekistan de Futbol.

## Historial

### Des de la independència
Font:
| Any  | Campió             | Resultat       | Finalista          |
| ---- | ------------------ | -------------- | ------------------ |
| 1992 | Navbahor Namangan  | 0-0 6-5 pen.   | Temiryulchi Qoqon  |
| 1993 | Pakhtakor Tashkent | 3-0            | Navbahor Namangan  |
| 1994 | Neftchi Fergana    | 2-0            | FK Yangier         |
| 1995 | Navbahor Namangan  | 1-0            | MHSK Tashkent      |
| 1996 | Neftchi Fergana    | 0-0 5-4 pen.   | Pakhtakor Tashkent |
| 1997 | Pakhtakor Tashkent | 3-2 pr.        | Neftchi Fergana    |
| 1998 | Navbahor Namangan  | 2-0            | Neftchi Fergana    |
| 1999 | No es disptutà     | No es disptutà | No es disptutà     |
| 2000 | Dustlik            | 4-1            | Samarqand-Dinamo   |
| 2001 | Pakhtakor Tashkent | 2-1            | Neftchi Fergana    |
| 2002 | Pakhtakor Tashkent | 6-3 pr.        | Neftchi Fergana    |
| 2003 | Pakhtakor Tashkent | 3-1            | Nasaf Qarshi       |
| 2004 | Pakhtakor Tashkent | 3-2            | Traktor Tashkent   |
| 2005 | Pakhtakor Tashkent | 1-0            | Neftchi Fergana    |
| 2006 | Pakhtakor Tashkent | 2-0            | Mash'al Mubarek    |
| 2007 | Pakhtakor Tashkent | 0-0 7-6 pen.   | Quruvchi Tashkent  |
| 2008 | PFC Bunyodkor      | 3-1 pr.        | Pakhtakor Tashkent |
| 2009 | Pakhtakor Tashkent | 1-0            | PFC Bunyodkor      |